# Política y gobierno de Puebla
El estado de Puebla fue creado con la promulgación de la Constitución de 1824 como unos de los 19 estados de la Primera República Federal Mexicana y tiene una representación en el Congreso de la Unión. 
Es un estado libre y soberano, por lo que tiene capacidad de formular sus propias leyes y elegir a sus gobernantes. 
El ejercicio del poder político en el estado está dividido en tres entidades: 
el poder judicial, 
el legislativo y 
el ejecutivo. 
Cada uno de ellos tiene competencias propias y son autónomos entre sí.

## Ejercicio del poder público
El ejercicio de los poderes públicos del estado tiene competencia únicamente en el territorio poblano. Al formar parte del Pacto de la Unión, ninguna disposición de las autoridades poblanas puede estar en controversia con la legislación federal ni sobrepasar las competencias que señala el marco jurídico de las administraciones estatales en la República Mexicana.

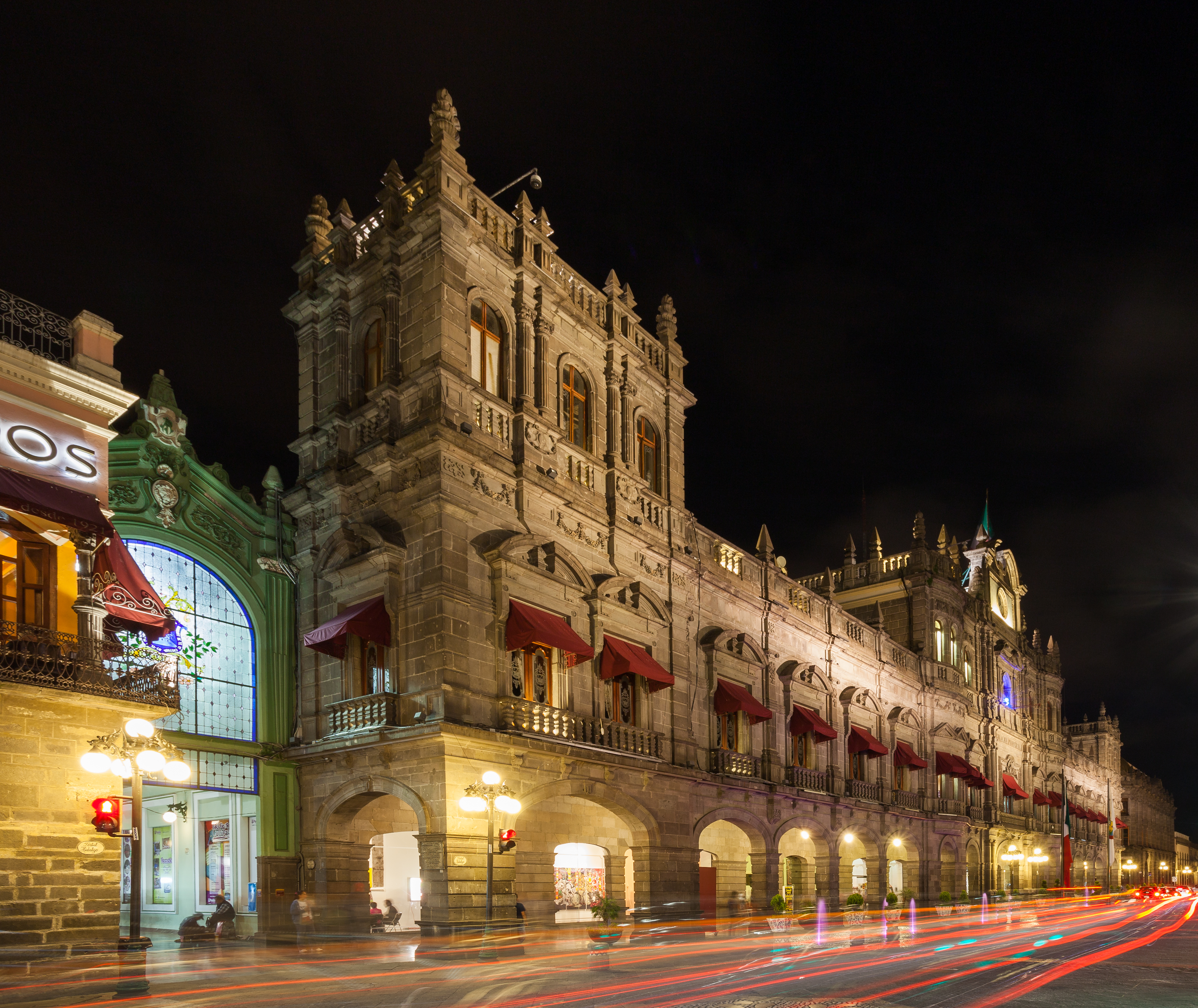
Vista nocturna de Gobierno de Puebla

## Ejecutivo
El Poder Ejecutivo es ocupado por el Gobernador del Estado de Puebla. El gobernador se elige por medio de sufragio universal de todos los ciudadanos mexicanos que residan en el territorio del estado de Puebla y estén registrados en el Padrón Nacional Electoral. Para ocupar el cargo de gobernador, es necesario ser ciudadano poblano en pleno goce de derechos civiles y mayor de 30 años de edad, no ser ministro de cultos religiosos ni ocupar cargos en la administración federal, estatal o municipal, y en caso de ser funcionario, separase de su puesto con noventa días de anticipación al día en que se celebren las elecciones. La duración del mandato de un gobernador del estado es de seis años, a partir del 1 de febrero del año siguiente a aquel en que se verifica la elección. Un gobernador no puede ser reelecto, de acuerdo con la legislación federal.
El actual gobernador del Estado de Puebla es Sergio Salomón Céspedes Peregrina, militante del Movimiento Regeneración Nacional (MORENA), quien ocupa el cargo como Gobernador Sustituto.

## Legislativo
El Poder Legislativo es encarnado por el Congreso del Estado de Puebla. Este tiene la facultad de promulgar las leyes específicas con vigencia en el estado de Puebla, reformar las existentes o derogar las que se consideren obsoletas. El congreso poblano está conformado por 41 diputados que se eligen para ejercer el cargo por tres años. De estos diputados, 26 son electos por voto directo en los distritos electorales locales en que se divide el estado y los restantes son nombrados por representación proporcional. De acuerdo con la legislación estatal, ningún partido puede tener más de 26 diputados. Sólo pueden ser electos al Congreso del Estado de Puebla los ciudadanos poblanos que sepan leer y escribir, y que no sean ministros de culto religioso ni formen parte de las fuerzas armadas, la administración pública, estatal o municipal. En el caso de los militares y funcionarios del poder público (exceptuando al gobernador), pueden participar como candidatos siempre y cuando se separen definitivamente de sus cargos. Los poblanos eligieron a los diputados de la LXI Legislatura local el 6 de junio de 2021. Actualmente, el congreso poblano cuenta con mayoría absoluta del Movimiento Regeneración Nacional, con 17 diputados, de los cuales 12 fueron elegidos como representantes de sendos distritos electorales y 5 por el principio de representación proporcional.

## Judicial
El ejercicio del Poder Judicial está depositado en el Tribunal Superior de Justicia del Estado de Puebla (TSJEP), La Junta de Administración de Justicia del Estado de Puebla, los juzgados municipales, los juzgados civiles, los de paz, los supernumerarios y los juzgados indígenas.
Entre las atribuciones de estas entidades encargadas de la administración de la justicia en el estado se encuentra la de decidir en controversias penales, civiles y familiares dentro del ámbito de la competencia señalados por las leyes poblanas y federales. 
El TSEJP es un órgano colegiado compuesto por magistrados. Los magistrados son inamovibles, y sólo pueden ser removidos por el Congreso del Estado.
Con el propósito de descentralizar la administración de justicia en el estado, el territorio poblano se organiza en 22 distritos judiciales. 
Además, se ha dispuesto la creación de seis juzgados indígenas en las zonas con mayor concentración de población indígena en el territorio poblano. Estos juzgados indígenas sirven como mediadores entre los sistemas de derecho consuetudinario indígena y el marco legal positivo que rige en la entidad y en la República Mexicana.

## División territorial
Puebla está subdividida en 217 municipios, lo que le colocan en la segunda posición entre las entidades federativas mexicanas por el número de estas subdivisiones territoriales. Cada municipio es gobernado por un ayuntamiento, conformado por el presidente municipal y el cabildo del municipio. Los presidentes municipales son elegidos cada tres años por los ciudadanos residentes en el municipio y registrados en el Padrón Electoral. El cabildo de cada municipio es integrado por un número determinado de regidores y síndicos elegidos también para un periodo de tres años de un conjunto de listas de candidatos registradas por los partidos políticos ante el Instituto Electoral del Estado.

## Ciudadanía y participación político-electoral
De acuerdo con la Constitución del Estado de Puebla, son poblanas todas las personas que hayan nacido en el territorio de la entidad. Los hijos de madre o padre poblana de nacimiento que sean originarios del exterior del territorio del estado pueden solicitar al Congreso del Estado una aprobación para ser reconocidos como poblanos.
Un individuo puede considerarse ciudadano cuando ha cumplido los 18 años, edad que señala la mayoría de edad en el territorio mexicano. Sólo son ciudadanos poblanos aquellos que sean ciudadanos mexicanos y que tengan más de cinco años residiendo en la entidad. Los derechos de los ciudadanos poblanos son los mismos que los que establece la Constitución Política de los Estados Unidos Mexicanos, entre ellos el derecho de libre asociación dentro del marco de la ley y el derecho a participar en la discusión de asuntos de interés público. 
Para la realización de las elecciones para cargos populares, se creó el Instituto Electoral del Estado de Puebla (IEE), siguiendo el modelo del Instituto Federal Electoral. El IEE está conformado por consejeros ciudadanos sin militancia política. Los partidos políticos que deseen participar en las elecciones estatales deben contar con registro ante el IEE. Las elecciones son organizadas por el IEE, con la participación de la ciudadanía poblana y bajo la vigilancia de organismos independientes que den fe de la limpieza de los comicios.

## Encuestas de opinión de la ciudadanía
El 12 de mayo de 2008, la casa Impulso Democrático Capítulo México, S. C. publicó un estudio sobre las preferencias de la ciudadanía, con los siguientes resultados:80% calificó como bueno el desempeño del actual gobernador Mario Plutarco Marín Torres y 11% como malo. Sobre los aspirantes a la gubernatura del estado para el período 2011-2017, del Partido Acción Nacional (PAN)los entrevistados manifestaron su preferencia sobre quienes le garantizan un gobierno eficiente, honesto y de calidad: Francisco Antonio Fraile García 17%, Marco Humberto Aguilar Coronado 22%, Rafael Moreno Valle Rosas 23% y Antonio Sánchez Díaz de Rivera 21%. Igualmente, sobre los aspirantes del Partido Revolucionario Institucional (PRI)las preferencias son: Enrique Doger Guerrero 30%, Jorge Charbel Estefan Chidiac 9%, Javier López Zavala 25% y Jesús Morales Flores 30%. El estudio se realizó del 3 al 9 de mayo de 2008, con 981 entrevistas confidenciales telefónicas en los 217 municipios del estado de Puebla, a personas mayores de 18 años, hombres y mujeres indistintamente.